# Józefa Życińska
Józefa Zofia Życińska ps. „Zośka” (ur. 13 stycznia 1930
w Wołowie, zm. 4 czerwca 2018) – polska działaczka niepodległościowa w czasie II wojny światowej, major Wojska Polskiego.

## Życiorys
Urodziła się w rodzinie Jana i Marii Zepów. W czasie wojny pomagała więźniom niemieckiego obozu w Bliżynie. Była łączniczką Armii Krajowej. Po zaprzysiężeniu przez mjr. Jana Piwnika przyjęła pseudonim „Zośka”. W oddziale poznała przyszłego męża – Aleksandra Życińskiego ps. „Wilczur”. 

Po wojnie wstąpiła do oddziału WiN tworzonego przez „Wilczura”. 
Po aresztowaniu przez UB wyrokiem WSR w Kielcach została skazana na karę 7 lat pozbawienia wolności, a Aleksander Życiński na potrójną karę śmierci. Ślubu udzielił im naczelnik więzienny 5 września 1948. Jej męża 24 września 1948 rozstrzelano wraz z trzema innymi żołnierzami podziemia niepodległościowego, w lesie w okolicach Zgórska.
Katowana mimo ciąży, w więzieniu w Kielcach urodziła córkę, która na część ojca otrzymała imię Aleksandra. 

W 1950 wyszła na wolność w wyniku ogłoszonej amnestii. Z drugiego małżeństwa zakończonego rozwodem miała dwójkę dzieci. Była założycielką „Solidarności” w skarżyskim PKS, a także dwukrotnie pełniła funkcję radnej w gminie Bliżynie.
9 czerwca 2018 została pochowana w Bliżynie, obok swojego męża.

## Ordery i odznaczenia
- Krzyż Komandorski Orderu Odrodzenia Polski – 31 stycznia 2017 „za wybitne zasługi w działalności na rzecz środowisk kombatanckich, za pielęgnowanie pamięci o najnowszej historii Polski”[9]
- Krzyż 95 Lat Związku Inwalidów Wojennych RP – 2015[10]